# Лідо-Біч (Нью-Йорк)
Лідо-Біч (англ. Lido Beach) — переписна місцевість (CDP) в США, в окрузі Нассау штату Нью-Йорк. Населення — 2719 осіб (2020).

## Географія
Лідо-Біч розташоване за координатами 40°35′21″ пн. ш. 73°36′16″ зх. д. / 40.58917° пн. ш. 73.60444° зх. д. (40.589098, -73.604318).  За даними Бюро перепису населення США в 2010 році переписна місцевість мала площу 10,94 км², з яких 4,50 км² — суходіл та 6,44 км² — водойми.

## Демографія
Згідно з переписом 2010 року, у переписній місцевості мешкало 2897 осіб у 1192 домогосподарствах у складі 813 родин. Густота населення становила 265 осіб/км².  Було 1403 помешкання (128/км²).
Расовий склад населення:
| - 96,0 % — білих - 1,8 % — азіатів - 0,7 % — чорних або афроамериканців |

До двох чи більше рас належало 1,1 %. Частка іспаномовних становила 3,6 % від усіх жителів.
За віковим діапазоном населення розподілялося таким чином: 21,2 % — особи молодші 18 років, 55,4 % — особи у віці 18—64 років, 23,4 % — особи у віці 65 років та старші. Медіана віку мешканця становила 50,5 року. На 100 осіб жіночої статі у переписній місцевості припадало 95,0 чоловіків;  на 100 жінок у віці від 18 років та старших — 87,7 чоловіків також старших 18 років.
Середній дохід на одне домашнє господарство  становив 200 266 доларів США (медіана — 143 333), а середній дохід на одну сім'ю — 248 075 доларів (медіана — 193 750). Медіана доходів становила 116 542 долари для чоловіків та 87 308 доларів для жінок. За межею бідності перебувало 2,1 % осіб, у тому числі 2,1 % дітей у віці до 18 років та 1,3 % осіб у віці 65 років та старших.
Цивільне працевлаштоване населення становило 1254 особи. Основні галузі зайнятості: освіта, охорона здоров'я та соціальна допомога — 28,8 %, науковці, спеціалісти, менеджери — 20,0 %, роздрібна торгівля — 9,9 %, виробництво — 8,1 %.